# Sergio Tejada
Sergio Fernando Tejada Galindo (Lima, 16 de abril de 1980) es un sociólogo, músico y político peruano. Fue congresista de la república en el período 2011-2016 por Lima.

## Biografía
Nació en el distrito de Miraflores en Lima el 16 de abril de 1980. Hijo de David Tejada Pardo, quien fue Viceministro de Salud Pública y de María de Lourdes Galindo. Es nieto del exministro de Salud David Tejada de Rivero. 
Realizó sus estudios primarios en el Colegio Héctor de Cárdenas, y los secundarios en el Colegio Argentino-Boliviano de Bolivia. Entre 1999 y 2005 realiza estudios de Sociología en la Pontificia Universidad Católica del Perú. 
Fue miembro de la Comisión de Formación Política del Partido Nacionalista Peruano, entre el 2008 y 2010. En agosto del 2010 es nombrado Coordinador Nacional de juventudes de Gana Perú.
En las elecciones parlamentarias realizadas en el Perú el 10 de abril de 2011 postuló como candidato al Congreso por la circunscripción de Lima, por el partido Gana Perú. Obtuvo 27 456 votos preferenciales, resultando electo congresista para el período 2011-2016, asumiendo sus funciones el día 28 de julio de 2011.
Fue elegido Presidente de la Mega-Comisión investigadora del gobierno de Alan García.
A finales de 2019 publicó el libro El Reino de la Impunidad. Revelaciones de la Megacomisión y la caída de Alan García, con la editorial Penguin Random House.
Tocó en varios grupos de punk como Insecto Urbano, Tiempo Fuera y Antiestátika.
En el año 2021, mediante Resolución Ministerial Nº 257-2021-MIMP del 30 de setiembre de 2021, fue designado por la ministra de la Mujer y Poblaciones Vulnerables Anahi Durand Guevara como Director Ejecutivo del Programa Integral Nacional para el Bienestar Familiar (INABIF).

## Publicaciones
- Tejada Galindo, Sergio. La nación por-venir : el bicentenario y lo nacional-popular en el Perú (1ra edición). ISBN 9786123170493. OCLC 1007169063.
- Tejada Galindo, Sergio. Tras los pasos de Juan Bustamante: Apuntes biográficos y políticos. ISBN 978-612-47932-0-2.
- Carrasco, Haydee y Tejada Galindo Sergio. Soberanía alimentaria: la libertad de elegir para asegurar nuestra alimentación.
- Tejada Galindo, Sergio. El reino de la impunidad. ISBN 9786124272554